# Mikel Aranburu
Mikel Aranburu Eizagirre (baskijska wymowa: [mikel aɾanβuɾu eis̻aɣire]; ur. 18 lutego 1979 w Azpeitii, Kraj Basków) – były hiszpański piłkarz baskijskiego pochodzenia, występujący na pozycji środkowego pomocnika. Całą piłkarską karierę poświęcił grze dla Realu Sociedad.
Pierwsze piłkarskie kroki stawiał w CD Lagun Onak, skąd w wieku 15 lat trafił do zespołu juniorskiego Realu Sociedad. Debiut w drużynie seniorskiej zaliczył w ostatniej kolejce sezonu 1996/97, w spotkaniu przeciwko CD Logroñés, za kadencji trenera Javiera Irurety. Miejsce w podstawowej jedenastce klubu z Estadio Anoeta wywalczył sobie jednak dopiero trzy sezony później. Od tej pory był jednym z najważniejszych elementów drugiej linii Erreala, a od 2005 roku był kapitanem drużyny. Do 2012 roku, kiedy zakończył piłkarską karierę, rozegrał dlań 402 spotkania ligowe i strzelił 31 bramek. Jego najlepszymi osiągnięciami podczas ponad dwudziestoletniej gry dla Sociedad było wicemistrzostwo kraju zdobyte w sezonie 2002/03 oraz mistrzostwo Segunda División w sezonie 2009/10.